# Phase 1 de l'univers cinématographique Marvel
 Pour plus de détails, voir Fiche technique et Distribution
La Phase 1 de l'univers cinématographique Marvel (MCU) est une série de films de super-héros américains produits par Marvel Studios basée sur les personnages qui apparaissent dans les publications de Marvel Comics. La phase a débuté en 2008 avec la sortie d'Iron Man et s'est conclue en 2012 avec la sortie de Avengers. Kevin Feige a produit tous les films de la phase aux côtés d'Avi Arad pour Iron Man et L'Incroyable Hulk, Gale Anne Hurd produisant également L'Incroyable Hulk. Les six films de la phase ont rapporté plus de 3,8 milliards de dollars au box-office mondial et ont reçu une réponse critique et publique généralement positive.
Samuel L. Jackson est celui qui apparait le plus dans la phase, soit comme l'un des personnages principaux ou en faisant des apparitions dans cinq des six films de la phase un. Les acteurs incarnant les Avengers - Robert Downey Jr., Chris Evans, Mark Ruffalo, Chris Hemsworth, Scarlett Johansson et Jeremy Renner - ont signé des contrats pour jouer dans de nombreux films de la franchise. Marvel Studios a créé trois courts métrages pour leur programme Marvel One-Shots afin d'étendre le MCU, tandis que chacun des longs métrages a été accompagné de bandes dessinées et/ou de jeux vidéo.
La phase un, ainsi que la phase deux et la phase trois, constituent La Saga de l'Infini (The Infinity Saga en version originale).

## Développement
Marvel a obtenu les droits cinématographiques d'Iron Man en novembre 2005 auprès de New Line Cinema. En février 2006, Marvel a annoncé qu'ils avaient obtenu les droits cinématographiques de Hulk auprès d'Universal, en échange des droits de distribution de L'incroyable Hulk et du droit de premier refus de récupérer les droits de distribution de tout futur Marvel. Films Hulk produits par les studios. En avril 2006, Thor a été annoncé comme production de Marvel Studios. Peu de temps après, LionGate Entertainment a abandonné le projet Black Widow sur lequel il travaillait depuis 2004, redonnant les droits à Marvel.
Kevin Feige a été nommé président de la production des studios Marvel en mars 2007 alors que débutait le tournage d'Iron Man. Après un week-end d'ouverture réussi pour Iron Man en mai 2008, Marvel a annoncé qu'Iron Man 2 sortirait le 30 avril 2010, suivi de Thor le 4 juin 2010, First Avenger: Captain America le 6 mai 2011, et le film Avengers le 15 juillet 2011, qui mettrait en vedette Iron Man, Hulk, Captain America et Thor. En mars 2009, Marvel a ajusté son calendrier de sortie, déplaçant Thor d'abord au 17 juin 2011 puis au 20 mai 2011. First Avenger: Captain America quant à lui, fut déplacé au 22 juillet 2011 et Avengers au 4 mai 2012.
En janvier 2010, la date de sortie de Thor a de nouveau été déplacée au 6 mai 2011. En avril, Marvel a changé le titre de First Avenger: Captain America en Captain America: First Avenger. Le 18 octobre 2010, Walt Disney Studios Motion Pictures a acquis les droits de distribution de Avengers de Paramount Pictures, tout en maintenant le logo et le crédit de Paramount sur les films et le 2 juillet 2013, Disney a acheté les droits de distribution de Iron Man, Iron Man 2, Thor et Captain America : First Avenger de Paramount. Le pitch d' Edgar Wright pour Ant-Man en 2006 a contribué à façonner les premiers films de l'univers cinématographique Marvel. Feige a déclaré qu'une partie du MCU avait été modifiée pour "accueillir cette version" du film.

## Films
| Film                            | Date de sortie en France | Réalisateur     | Scénariste(s)                                           | Producteur(s)                           |
| ------------------------------- | ------------------------ | --------------- | ------------------------------------------------------- | --------------------------------------- |
| Iron Man                        | 30 avril 2008            | Jon Favreau     | Mark Fergus - Hawk Ostby et Art Marcum - Matt Holloway, | Avi Arad et Kevin Feige                 |
| L'Incroyable Hulk               | 23 juillet 2008          | Louis Leterrier | Zack Penn                                               | Avi Arad, Gale Anne Hurd et Kevin Feige |
| Iron Man 2                      | 28 avril 2010            | Jon Favreau     | Justin Théroux                                          | Kevin Feige                             |
| Thor                            | 27 avril 2011            | Kenneth Branagh | Ashley Edward Miller et Zack Stentz et Don Payne        | Kevin Feige                             |
| Captain America : First Avenger | 17 août 2011             | Joe Johnston    | Christopher Markus et Stephen McFeely                   | Kevin Feige                             |
| Avengers                        | 25 avril 2012            | Joss Whedon     | Joss Whedon                                             | Kevin Feige                             |

### Iron Man(2008)
Pour plus de détails, voir Fiche technique et Distribution.

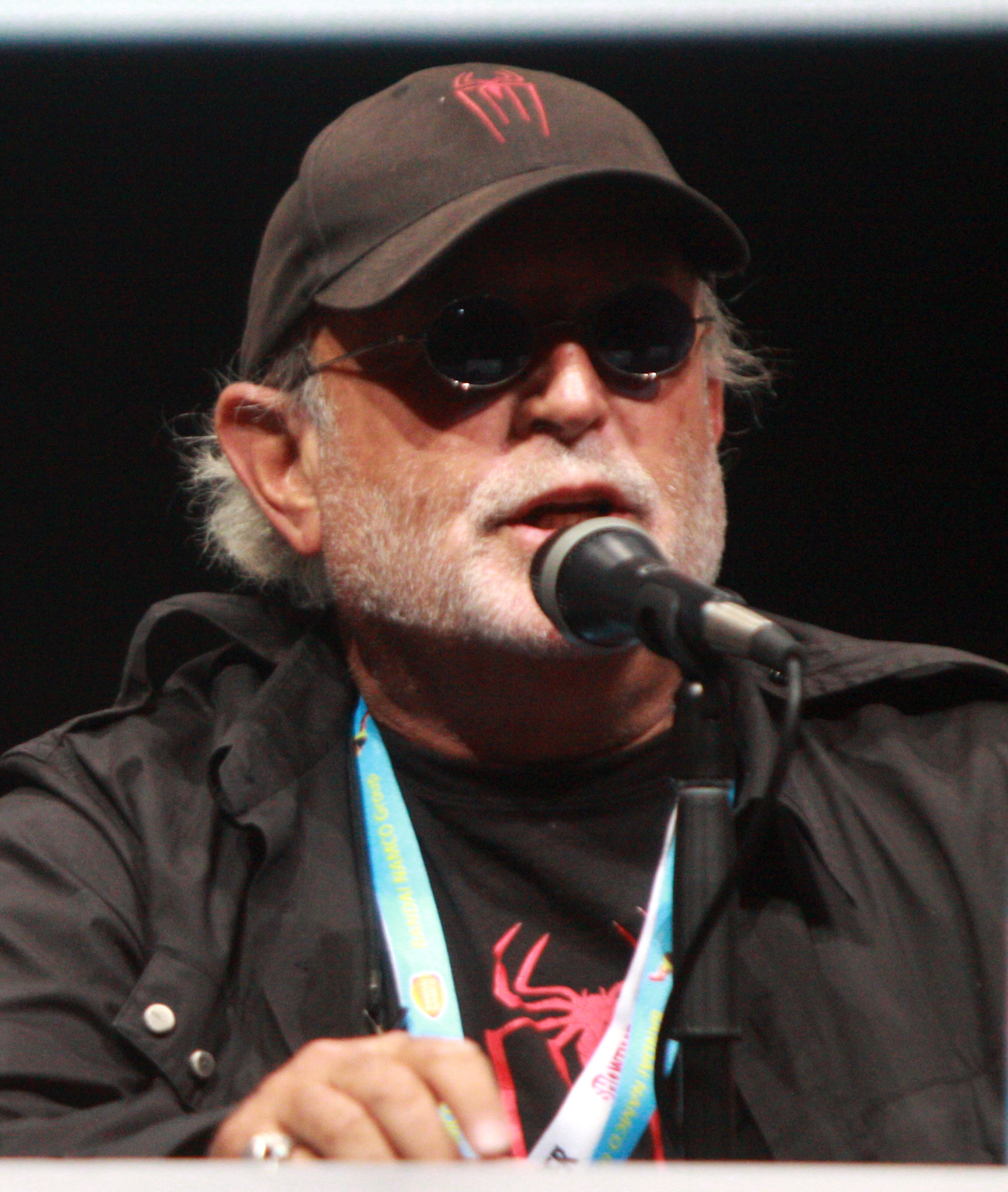
Avi Arad, qui a aidé à obtenir un financement anticipé, produit Iron Man et The Incredible Hulk.

L'industriel milliardaire Tony Stark se construit une armure après avoir été fait prisonnier par une organisation terroriste. Après s'être échappé, il décide d'améliorer et d'enfiler son armure afin de traquer et détruire les armes vendues clandestinement.
En avril 2006, Marvel a embauché Jon Favreau pour diriger Iron Man, avec les équipes d'écriture d'Art Marcum - Matt Holloway et Mark Fergus - Hawk Ostby écrivant des scripts concurrents. Favreau a consolidé les deux versions en un seul et unique script, qui a ensuite été peaufiné par John August. Robert Downey, Jr. a été choisi pour le rôle-titre en septembre 2006, après s'être laissé pousser une petite barbe et s'être efforcé de convaincre les cinéastes qu'il était le mieux placé pour endosser ce rôle. Le tournage a commencé le 12 mars 2007 et ses premières semaines ont été consacrées à la captivité de Stark en Afghanistan, qui a été filmée dans le comté d'Inyo, en Californie. Le tournage s'est également déroulé sur les plateaux de l'ancienne Hughes Company à Playa Vista (Los Angeles), avec un tournage supplémentaire sur la Edwards Air Force Base et au Caesars Palace à Las Vegas. Iron Man a été présenté pour la première fois à Sydney, au cinéma Greater Union, le 14 avril 2008, avant de sortir en France le 30 avril.
Le film se termine par une scène post-générique mettant en vedette Samuel L. Jackson dans le rôle de Nick Fury, qui aborde Stark au sujet de "l'initiative Avenger". Jackson n'était sur le plateau que pendant une journée, avec une équipe de tournage réduite, pour éviter que la nouvelle de son caméo ne soit divulguée. Le bouclier de Captain America est également visible en arrière-plan d'une scène; il a été ajouté par un artiste ILM pour blaguer, et Favreau a décidé de le laisser dans le film.

### L'incroyable Hulk(2008)
Pour plus de détails, voir Fiche technique et Distribution.
Après avoir été exposé à des radiations gamma qui le transforment en monstrueux Hulk, le scientifique Bruce Banner part en fuite et s'isole de son amour, Betty Ross. Pourchassé par l'armée, Banner cherche à se soigner et à empêcher que son état ne soit transformé en arme.
En janvier 2006, Marvel a récupéré les droits cinématographiques du personnage de Hulk auprès d'Universal Pictures, ces derniers n'ayant pas respecté le délai prévu pour le développement d'une suite au film de 2003 du réalisateur Ang Lee, Hulk. Universal a cependant conservé les droits de distribution pour les futurs films Hulk.
Au lieu de faire de ce nouveau film une suite de celui d'Universal, Marvel a embauché Louis Leterrier pour diriger L'Incroyable Hulk, un reboot. Leterrier a d'abord refusé le travail par respect pour Lee, mais a ensuite reconsidéré l'offre et signé. Le scénario a été écrit par Zak Penn, qui a rédigé une ébauche pour le film de 2003. En avril 2006, Edward Norton a entamé des négociations pour représenter Bruce Banner et réécrire le scénario de Penn, bien que Penn ait été le seul crédité pour le scénario. La production a commencé le 9 juillet 2007 et le tournage a eu lieu principalement à Toronto, avec des tournages supplémentaires à New York et Rio de Janeiro. Le film a été diffusé pour la première fois au Gibson Amphitheatre de Los Angeles le 8 juin 2008 et est sorti en France le 23 juillet.
Le film se déroule en même temps que les événements d'Iron Man 2 et de Thor, le premier se déroulant six mois après Iron Man. Downey a brièvement repris son rôle d'Iron Man en tant que Tony Stark pour un caméo à la fin du film. De plus, Captain America est brièvement vu figé dans la glace dans une fin alternative du film, incluse dans la version DVD.

### Iron Man 2(2010)
Pour plus de détails, voir Fiche technique et Distribution.

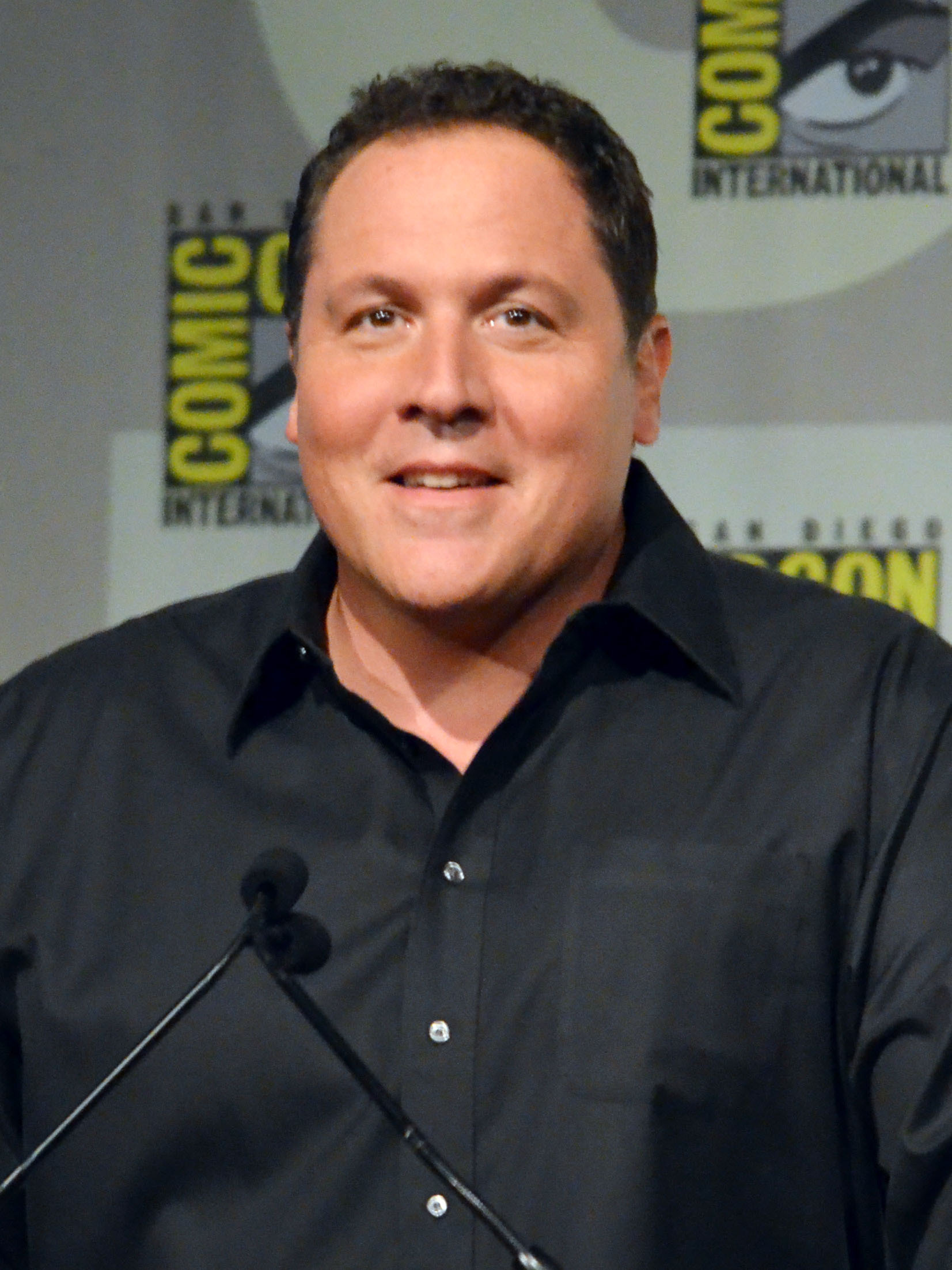
Jon Favreau, le réalisateur d' Iron Man et d' Iron Man 2, a aidé à établir le concept d'univers partagé avec son inclusion de Samuel L. Jackson dans une scène post-générique du premier film.

Après que Tony Stark ait révélé être Iron Man, le gouvernement américain exige qu'il remette sa technologie à l'État. Pendant ce temps, un industriel rival, Justin Hammer, et un scientifique russe, Ivan Vanko, conspirent pour utiliser sa propre technologie contre lui.
Immédiatement après la sortie réussie d'Iron Man en mai 2008, Marvel Studios a annoncé qu'il développait une suite, Iron Man 2. Favreau est revenu en tant que réalisateur et Justin Theroux a été embauché pour écrire le scénario, qui serait basé sur une histoire originale de Favreau et Downey. En octobre 2008, Downey a signé un nouveau contrat de quatre films, qui incluait rétroactivement le premier film, pour reprendre son rôle et Don Cheadle a été embauché pour remplacer Terrence Howard dans le rôle de James Rhodes. Jackson a signé pour reprendre son rôle de Nick Fury de la séquence post-crédits d'Iron Man et Scarlett Johansson a été choisie pour le rôle de Natasha Romanoff, dans le cadre d'un engagement multi-film. Le tournage a commencé le 6 avril 2009, au Pasadena Masonic Temple à Pasadena, en Californie. La majorité du tournage a eu lieu aux Raleigh Studios à Manhattan Beach, en Californie. D'autres endroits ont servi, tels que l'Edwards Air Force Base, Monaco, et le barrage de Sepulveda . La première d'Iron Man 2 a eu lieu au El Capitan Theatre de Los Angeles, le 26 avril 2010 et le film est sorti en France deux jours plus tard.
Le film se déroule six mois après les événements d'Iron Man, et se déroule simultanément avec les événements de L'Incroyable Hulk et Thor. Les cinéastes ont continué à faire référence à d'autres films Marvel en incluant à nouveau le bouclier de Captain America. Une scène vers la fin d'Iron Man 2 dans une planque du SHIELD contient plusieurs Easter eggs, allant de séquences de The Incredible Hulk affichées sur un moniteur à des pointeurs sur une carte indiquant plusieurs lieux liés à d'autres films Marvel, dont un pointant vers une région d'Afrique, en référence à la Black Panther. Un jeune Peter Parker apparaît comme l'enfant portant un masque d'Iron Man que Stark sauve d'un drone; cette apparition a été confirmée en juin 2017 par l'acteur de Spider-Man Tom Holland, Kevin Feige et le réalisateur de Spider-Man: Homecoming, Jon Watts. La scène post-générique du film montre la découverte du marteau de Thor dans un cratère.

### Thor(2011)
Pour plus de détails, voir Fiche technique et Distribution.
Thor, prince héritier d'Asgard, est banni sur Terre et dépouillé de ses pouvoirs après avoir relancé une guerre en sommeil. Alors que son frère, Loki, complote pour prendre possession du trône, Thor doit se montrer digne et récupérer son marteau Mjolnir.
Mark Protosevich a été embauché en avril 2006 pour développer un scénario pour Thor, après l'acquisition des droits par Marvel Studios auprès de Sony Pictures. En août 2007, Marvel a choisi Matthew Vaughn pour réaliser le film, mais celui-ci a quitté le projet en mai 2008. En septembre 2008, Kenneth Branagh a entamé des négociations pour remplacer Vaughn. En mai 2009, Chris Hemsworth était en négociations pour incarner le personnage titulaire, et Tom Hiddleston devait jouer son frère, Loki. Les deux acteurs ont été engagés pour jouer dans plusieurs films. Marvel a engagé l'équipe de rédaction d' Ashley Edward Miller et Zack Stentz pour écrire un nouveau scénario pour le film, qui a ensuite été réécrit par Don Payne. La production a commencé le 11 janvier 2010 à Los Angeles, avant de déménager à Galisteo, au Nouveau-Mexique en mars. La première mondiale de Thor a eu lieu le 17 avril 2011 au théâtre Event Cinemas de George Street à Sydney. Le film est sorti à l'international du 21 au 30 avril dont le 27 avril en France.
Le film se déroule simultanément avec les événements de L'Incroyable Hulk et d'Iron Man 2, ce dernier se déroulant six mois après les événements d'Iron Man . Clark Gregg, qui est apparu dans Iron Man et Iron Man 2 en tant que l'agent du SHIELD Phil Coulson, a repris le rôle dans Thor . À propos de son rôle dans Thor, il a déclaré: "L'agent Coulson était l'un des gars qui n'était pas vraiment dans les bandes dessinées, et il [avait] un très petit rôle dans Iron Man . Et j'ai eu beaucoup de chance qu'ils aient choisi d'élargir ce personnage et [choisi] de le mettre davantage dans l'univers Marvel." Après avoir signé pour apparaître en tant que Hawkeye dans Avengers, Jeremy Renner a fait une première apparition en Clint Barton lors d'une scène dans Thor. Branagh a déclaré qu'ils "avaient toujours prévu d'avoir un gars dans un panier au-dessus de l'action durant laquelle Thor fait irruption dans le camp du SHIELD", et qu'il était ravi lorsque les producteurs lui ont dit qu'ils voulaient utiliser le Hawkeye de Renner pour ce rôle. Le film se termine par une scène post-générique mettant en vedette Loki, regardant Erik Selvig et Nick Fury discuter du Tesseract. La scène a été réalisée par Joss Whedon, qui a réalisé Avengers. Stellan Skarsgård, qui joue Selvig, a déclaré que la scène n'était pas incluse lorsqu'il a lu le scénario de Thor pour la première fois, et qu'on lui a envoyé des pages pour la scène après avoir accepté d'apparaître dans Avengers .

### Captain America: First Avenger(2011)
Pour plus de détails, voir Fiche technique et Distribution.
En 1943, Steve Rogers est jugé physiquement inapte à s'enrôler dans l'armée américaine et à combattre le Reich allemand pendant la Seconde Guerre mondiale . Recruté pour une opération militaire secrète, il est physiquement transformé en un super-soldat surnommé Captain America et doit combattre Crâne rouge, chef d'une division scientifique nazie connue sous le nom d' HYDRA.
En avril 2006, Marvel a engagé David Self pour écrire le scénario du film. Joe Johnston a signé pour le diriger en novembre 2008, et Christopher Markus et Stephen McFeely ont été embauchés pour réécrire le scénario.
En mars 2010, Chris Evans a été choisi pour Captain America et Hugo Weaving a été choisi pour Crâne Rouge. La production a commencé le 28 juin 2010 au Royaume-Uni, tournant à Londres, Caerwent, Manchester et Liverpool. Le film a été diffusé pour la première fois le 19 juillet 2011 au El Capitan Theatre de Los Angeles, et est sorti en France le 17 août 2011.
Le Tesseract de la scène post-générique de Thor apparaît comme un MacGuffin dans Captain America : First Avenger. Dans le film, Dominic Cooper dépeint un jeune Howard Stark, le père de Tony Stark, qui anime une première version de la Stark Expo, la foire que Tony accueille dans Iron Man 2. La scène finale du film comprend une brève apparition du Nick Fury de Jackson, suivie de la bande-annonce pour Avengers de Marvel en tant que scène post-générique.

### Avengers(2012)
Pour plus de détails, voir Fiche technique et Distribution.
Nick Fury, le directeur du SHIELD, rassemble les super-héros Iron Man, Thor, Captain America, Hulk, Black Widow et Hawkeye pour combattre le frère de Thor, Loki, qui complote pour prendre le pouvoir sur Terre.
Zak Penn, qui a écrit L'Incroyable Hulk, a été embauché pour écrire un scénario pour Avengers en juin 2007.
En avril 2010, Joss Whedon a conclu un accord pour réaliser le film et retravailler le scénario de Penn. Marvel a annoncé qu'Edward Norton ne reprendrait pas le rôle de Bruce Banner / Hulk, et en juillet 2010, Mark Ruffalo a été choisi pour le remplacer. Downey, Evans, Hemsworth, Johansson, Renner, Hiddleston et Jackson ont repris leurs rôles respectifs.
Le tournage a commencé en avril 2011 à Albuquerque, avant de déménager à Cleveland en août, et à New York en septembre.
La première a eu lieu le 11 avril 2012 au El Capitan Theatre de Los Angeles, et le film est sorti en France le 25 avril.
Robert Downey, Jr. a insisté pour que Gwyneth Paltrow, qui a interprété Pepper Potts dans Iron Man et Iron Man 2 fasse partie du casting d'Avengers. Avant cela, Whedon n'avait pas prévu que le film inclue des personnages secondaires des films individuels des héros, commentant: "Vous devez séparer les personnages de leurs soutiens afin de créer l'isolement dont vous avez besoin pour une équipe." 
Le super-vilain Thanos apparaît dans une scène mi-crédits, interprété par Damion Poitier.

## Courts-métrages
| Titre français                                         | Titre original                                     | Réalisation(s)   | Scénariste(s) | Présent sur ...                | Date de sortie    |
| ------------------------------------------------------ | -------------------------------------------------- | ---------------- | ------------- | ------------------------------ | ----------------- |
| Le Consultant                                          | The Consultant                                     | Leythum          | Eric Pearson  | Thor                           | 13 septembre 2011 |
| Une drôle d'histoire en allant voir le marteau de Thor | A Funny Thing Happened on the Way to Thor's Hammer | Leythum          | Eric Pearson  | Captain America: First Avenger | 25 octobre 2011   |
| Article 47                                             | Item 47                                            | Louis D’Esposito | Eric Pearson  | Avengers                       | 25 septembre 2012 |

### Le Consultant
Après les événements de Iron Man 2 et L'Incroyable Hulk, Phil Coulson informe Jasper Sitwell que le Conseil de sécurité veut intégrer Emil Blonsky dans le projet Avengers. Le Conseil le considère en effet comme un héros de guerre et ne voit une menace qu'en Hulk, qu'il tient pour responsable des dégâts à New York. Le Conseil veut donc que Blonsky soit transféré par le général Thaddeus Ross et confié au SHIELD. Comme Nick Fury refuse de relâcher Blonsky, les deux agents décident d'envoyer une chèvre pour saboter les négociations, et Sitwell insiste pour choisir le consultant : Tony Stark. Comme vu dans la scène post-générique de L'Incroyable Hulk, Ross et Tony Stark se retrouvent dans un bar et le milliardaire s'y prend si bien qu'il se fait chasser du bar par le militaire. Par vengeance, Stark rachète le bar et le fait démolir. Coulson est satisfait et apprend donc le lendemain à Sitwell que le plan a fonctionné et que Blonsky restera en prison.

### Une drôle d'histoire sur la route du marteau de Thor
Avant les événements de Thor, Phil Coulson fait une halte dans une station-service en se rendant à Albuquerque. Alors qu'il choisit des friandises, deux braqueurs entrent et menacent la caissière. Coulson parvient facilement à prendre le dessus sur les malfrats, les désarmant et les assommant. Il part ensuite après avoir payé et demandé à la caissière de ne pas mentionner sa présence.

### Article 47
Bennie et Claire, un couple dans une mauvaise passe, a trouvé une arme Chitauri (répertoriée comme "Objet 47") oubliée dans les ruines de New York, dans Avengers. Le duo utilise la puissance de l'arme pour commettre quelques braquages, qui sont vite remarqués par le SHIELD. Les agents Sitwell et Blake sont alors chargés de récupérer l'arme et de « neutraliser » le couple. Sitwell retrouve le couple dans une chambre de motel, et la rencontre finit en bagarre au cours de laquelle l'argent volé est détruit. Mais au lieu de tuer les deux amants, Sitwell les recrute au sein du SHIELD : Bennie au service Recherche et développement, et Claire comme assistante de Blake.

## Chronologie
Au cours de la première phase, Marvel Studios a aligné les histoires de certains films en insérant des références à d'autres de leurs films, bien qu'ils n'aient pas de plan à long terme pour la chronologie de l'univers à ce stade. Iron Man 2 se déroule six mois après les événements d'Iron Man, et à peu près au même moment que Thor selon les commentaires de Nick Fury. La bande dessinée officielle Grosse semaine pour Nick Fury a confirmé que L'Incroyable Hulk, Iron Man 2 et Thor ont tous eu lieu en une semaine, un an avant le crossover Avengers . Les auteurs Chris Yost et Eric Pearson ont essayé de suivre la chronologie des films pour l'écriture des comics et ont reçu "le sceau d'approbation" de Feige et Marvel Studios pour la chronologie finale. En mai 2012, pour faire la promotion du film Avengers, Marvel a publié une infographie officielle détaillant cette chronologie.
Cette chronologie ne prend pas en compte le film Captain America: First Avenger qui se déroule de 1943 à 1945.

## Distribution et personnages récurrents
- Une cellule gris foncé indique le personnage n'était pas dans le film.
- Un C indique un caméo non crédité.
- Un OS indique que le personnage apparaît dans un One-Shot .
- Un P indique une apparition sur les photographies à l'écran.
- Un V indique un rôle uniquement vocal.

| Personnages                       | Iron Man (2008)    | L'incroyable Hulk (2008)    | Iron Man 2 (2010) | Thor (2011)       | Captain America : First Avenger (2011) | Avengers (2012)   |
| --------------------------------- | ------------------ | --------------------------- | ----------------- | ----------------- | -------------------------------------- | ----------------- |
| Bruce Banner Hulk                 |                    | Edward Norton Lou FerrignoV |                   |                   |                                        | Mark Ruffalo      |
| Clint Barton Hawkeye              |                    |                             |                   | Jeremy RennerC    |                                        | Jeremy Renner     |
| Phil CoulsonOS                    | Clark Gregg        |                             | Clark Gregg       | Clark Gregg       |                                        | Clark Gregg       |
| Nick Fury                         | Samuel L. JacksonC |                             | Samuel L. Jackson | Samuel L. Jackson | Samuel L. Jackson                      | Samuel L. Jackson |
| Loki                              |                    |                             |                   | Tom Hiddleston    |                                        | Tom Hiddleston    |
| Virginia "Pepper" Potts           | Gwyneth Paltrow    |                             | Gwyneth Paltrow   |                   |                                        | Gwyneth Paltrow   |
| James "Rhodey" Rhodes War Machine | Terrence Howard    |                             | Don Cheadle       |                   |                                        |                   |
| Steve Rogers Captain America      |                    |                             |                   |                   | Chris Evans                            | Chris Evans       |
| Natasha Romanoff Black Widow      |                    |                             | Scarlett Johanson |                   |                                        | Scarlett Johanson |
| Erik Selvig                       |                    |                             |                   | Stellan Skarsgard |                                        | Stellan Skarsgard |
| Howard Stark                      | Gerard SandersP    |                             | John Slatery      |                   | Dominic Cooper                         |                   |
| Tony Stark Iron ManOS             | Robert Downey Jr   | Robert Downey Jr            | Robert Downey Jr  |                   |                                        | Robert Downey Jr  |
| Thor                              |                    |                             |                   | Chris Hemsworth   |                                        | Chris Hemsworth   |

## Musique

### Bandes originales de films
| Titre                                                     | Date de sortie aux États-Unis | Durée   | Compositeur(s)  | Label                            |
| --------------------------------------------------------- | ----------------------------- | ------- | --------------- | -------------------------------- |
| Iron Man : Bande originale du film                        | 6 mai 2008                    | 0:54:14 | Ramin Djawadi   | Lionsgate Records                |
| L'Incroyable Hulk : musique originale du film             | 13 juin 2008                  | 1:50:55 | Craig Armstrong | Marvel Music                     |
| Iron Man 2 : musique originale du film                    | 20 juillet 2010               | 1:12:01 | John Debney     | Columbia Records                 |
| Thor                                                      | 3 mai 2011                    | 1:11:53 | Patrick Doyle   | Buena Vista Records Marvel Music |
| Captain America : First Avenger — Bande originale du film | 19 juillet 2011               | 1:11:53 | Alan Silvestri  | Buena Vista Records Marvel Music |
| Avengers (Bande originale du film)                        | 1er mai 2012                  | 1:04:25 | Alan Silvestri  | Hollywood Records Marvel Music   |

### Compilations
| Titre                                                 | Date de sortie aux États-Unis | Durée | Label                          |
| ----------------------------------------------------- | ----------------------------- | ----- | ------------------------------ |
| AC/DC : Iron Man 2                                    | 19 avril 2010                 | 60:15 | Columbia Records               |
| Avengers Assemble (Musique tirée et inspirée du film) | 11 mai 2012                   | 48:20 | Hollywood Records Marvel Music |

### Singles
| Titre        | Date de sortie aux États-Unis | Durée | Artistes    | Label                         |
| ------------ | ----------------------------- | ----- | ----------- | ----------------------------- |
| Live to Rise | 17 avril 2012                 | 4:40  | Soundgarden | Hollywood RecordsMarvel Music |

## Médias domestiques
| Film                           | Sortie DVD/Blu-ray |
| ------------------------------ | ------------------ |
| Iron Man                       | 5 novembre 2008    |
| L'Incroyable Hulk              | 23 janvier 2009    |
| Iron Man 2                     | 26 octobre 2010    |
| Thor                           | 5 octobre 2011     |
| Captain America: First Avenger | 17 décembre 2011   |
| Avengers                       | 29 août 2012       |

## Accueil

### Performances au box-office
Les films de l'univers cinématographique Marvel sont la franchise cinématographique la plus rentable de tous les temps dans le monde, à la fois non ajustée et ajustée à l'inflation, ayant rapporté plus de 22,5 milliards de dollars au box-office mondial, la première phase représentant 3,8 milliards de dollars du total. Bien que la Phase Un ait le plus petit box-office brut de toutes les phases, elle inclut le premier film à atteindre 1 milliard de dollars avec Avengers en 2012.
| Film                            | Date de sortie aux États-Unis | Box-office brut      | Box-office brut    | Box-office brut      | Classement de tous les temps | Classement de tous les temps | Budget         | Ref(s) |
| Film                            | Date de sortie aux États-Unis | États-Unis et Canada | Autres territoires | À l'échelle mondiale | États-Unis et Canada         | À l'échelle mondiale         | Budget         | Ref(s) |
| ------------------------------- | ----------------------------- | -------------------- | ------------------ | -------------------- | ---------------------------- | ---------------------------- | -------------- | ------ |
| Iron Man                        | 2 mai 2008                    | 319 034 126 $        | 266 762 121 $      | 585 796 247 $        | 74                           | 170                          | 140 millions $ | [ 12 ] |
| L'incroyable Hulk               | 13 juin 2008                  | 134 806 913 $        | 129 964 083 $      | 264 770 996 $        | 454                          | 573                          | 150 millions $ |        |
| Iron Man 2                      | 7 mai 2010                    | 312 433 331 $        | 311 500 000 $      | 623 933 331 $        | 80                           | 151                          | 200 millions $ |        |
| Thor                            | 6 mai 2011                    | 181 030 624 $        | 268 295 994 $      | 449 326 618 $        | 257                          | 256                          | 150 millions $ |        |
| Captain America : First Avenger | 22 juillet 2011               | 176 654 505 $        | 193 915 269 $      | 370 569 774 $        | 273                          | 348                          | 140 millions $ |        |
| Avengers                        | 4 mai 2012                    | 623 357 910 $        | 895 457 605 $      | 1 518 815 515 $      | 8                            | 8                            | 220 millions $ |        |
| Total                           | Total                         | 1 746 887 409 $      | 2 065 892 545 $    | 3 812 779 954 $      | –                            | –                            | 1 milliard $   |        |

### Accueil critique et public
| Film                            | Critique        | Critique     | Publique    |
| Film                            | Rotten Tomatoes | Metacritic   | CinemaScore |
| ------------------------------- | --------------- | ------------ | ----------- |
| Iron Man                        | 94 % (281 avis) | 79 (38 avis) | A           |
| L'Incroyable Hulk               | 67 % (238 avis) | 61 (38 avis) | A−          |
| Iron Man 2                      | 72 % (304 avis) | 57 (40 avis) | A           |
| Thor                            | 77 % (291 avis) | 57 (40 avis) | B+          |
| Captain America : First Avenger | 80 % (274 avis) | 66 (43 avis) | A−          |
| Avengers                        | 91 % (362 avis) | 69 (43 avis) | A+          |

## Médias liés

### Courts métrages
| Film                                               | Date de sortie aux États-Unis | Réalisateur      | Scénariste   | Producteur  |
| -------------------------------------------------- | ----------------------------- | ---------------- | ------------ | ----------- |
| The Consultant                                     | 13 septembre 2011             | Leythum          | Éric Pearson | Kévin Feige |
| A Funny Thing Happened on the Way to Thor's Hammer | 25 octobre 2011               | Leythum          | Éric Pearson | Kévin Feige |
| Item 47                                            | 25 septembre 2012             | Louis d'Esposito | Éric Pearson | Kévin Feige |